# Ace Ventura (Zeichentrickserie)
Ace Ventura ist eine US-amerikanische Comedy-Zeichentrickserie, die auf den beiden Ace-Ventura-Filmen mit Jim Carrey aus den 1990er-Jahren basiert. Von 1995 bis 1997 wurden zunächst zwei Staffeln produziert und auf CBS ausgestrahlt. Nach drei Jahren Pause wurde 2000 eine dritte Staffel produziert, die dann auf Nickelodeon gezeigt wurde.

## Handlung
Die Rahmenhandlung basiert auf den Kinofilmen Ace Ventura – Ein tierischer Detektiv und Ace Ventura – Jetzt wird’s wild mit Jim Carrey. Ace Ventura ist ein skurriler Typ mit markanter Haartolle und einem seltsamen Geschmack für knallbunte Hawaiihemden. Er hat eine besondere Liebe zu Tieren und ist als Detektiv darauf spezialisiert, verwundete Tiere zu finden oder anderweitig zur Lösung von Problemen in Verbindung mit Tieren beizutragen. Dabei ist sein Kapuzineraffe Spike stets an seiner Seite.

## Synchronisation
| Rolle       | US-Sprecher                                                  | deutscher Sprecher |
| ----------- | ------------------------------------------------------------ | ------------------ |
| Ace Ventura | Michael Daingerfield (im Abspann als Michael Hall angegeben) | Stefan Fredrich    |

## Hintergrund
- Während die Figur in der Originalfassung nicht von Ace-Ventura-Darsteller Jim Carrey selbst gesprochen wird, leiht im Deutschen dessen Synchronstimme Stefan Fredrich Ventura seine Stimme.
- Jim Carrey beteiligte sich hingegen an den Zeichnungen seines Trickfilmpendants, um die Grimassen der Zeichentrickfigur seinem Schauspiel im Film nachzuempfinden.